# 水倉久美子
水倉 久美子（みずくら くみこ / みなくら くみこ、10月1日 - ）は、日本の元女優、声優。活動の場を声優からナレーションに移行の際、福純 寛子（ふくずみ ひろこ）に改名。東京都出身。株式会社アクトゥリス代表取締役。

## 来歴・人物
『風と共に去りぬ』スカーレットが女優、声優の世界に入るきっかけになった。
高校3年生の時に創立100年記念の舞台『マイ・フェア・レディ』に投票で選ばれて主役のイライザを演じる。変身のシーンで客席が総立ちになった瞬間もきっかけになった。
過去、NHKプロモートサービス 、アーツビジョン、ウィットプロモーションに所属。
現在は株式会社 アクトゥリス代表取締役。

## VOICEプロダクション「アルカンシェル」
アクトゥリスのプロダクション事業部でフランス語で「虹」を意味し、“ひと” と “人”。人と仕事。全てを繋ぐ架け橋を意図。
所属者はアニメ、外画、ゲームCV、オーディオブック朗読（制作・一部担当）、WEBコミック、2.5次元舞台など多くの分野で活躍している。
アルカンシェル所属だけでなくアクトゥリスジュニアメンバーはアルカンシェルJR所属同様にゲームCVなど様々な分野で活動。声優個人の活躍を第一に仕事に繋がるサロンスタイルを実施している。
アクトゥリスは多くの催事をプロデュース。オーディオブック　WEBコミック　オーディオドラマ・企業用映像パッケージ (Video Package , VP)・製作。業界唯一のプロ声優のためのトレーニングスタジオ「サロン・ド・アクトゥリス」を主催する。サロンは、従来のプロダクションの下に養成所がある上下関係ではなく、以下の3本柱で構成されている。
1. トレーニングスタジオ、
2. プロダクション「アルカンシェル」（日本芸能マネージメント事業者協会、略称「マネ協」加盟 / マネ協理事）、
3. 制作会社

ヒューマンウエア研究所 代表取締役「清水英雄」支援下にて、声優の総合アドバイザー「声優コンシェルジュ」を設立。

### 所属
- 重松花鳥
- 波多野和俊

#### ジュニア
- 藤田勇気
- 清水秀
- 沢渡梢
- 宮本ひろこ
- 満倉ゆき
- 林まどか
- 波木井菜穂
- 野田雨花
- 元吉将人
- 紅林伽奈
- 市川実季
- 河野亜衣
- 田口勉

## 実業活動歴
ライブハウス銀座 TACT（タクト）における催事企画（イベントプロデュース）として、日本を代表するポルトガル・ギター演奏者 湯淺隆、マンドリン演奏者 吉田剛士によるアコースティック（古典器楽）・デュオ「マリオネット」と声優との初の共同企画（コラボレーション）による音楽朗読ライブ 「オルフェカフェ：ルミエール」内で、森悠作「咲きほこらん」、ヒロコ・ムトー作「野良猫ムーチョ」、俣野温子（またの あつこ）の著書「大きな鳥」に基づく上演を開催。
表参道ギャラリー兼ホール「ラパン・エ・アロ」(LAPIN ET HALOT) にて上記アコースティック・デュオ「マリオネット」と声優の共同企画による音楽朗読ライブ 「オルフェカフェ：エスポワール」内で、ヒロコ・ムトー作「天使になったシュクちゃん」、俣野温子の著書「そうぞうしてごらん」に基づく音楽朗読ライブを連続開催・上演している。
2017年下北沢コムカフェ音倉にて、ピアノアーティスト吉野ユウヤとのコラボにより音楽朗読ライブアクトゥリスカフェ開催。
2020年コムカフェ音倉にて、ピアノアーティスト吉野ユウヤとのコラボにより牛王田雅章作バールサンドリオン3作&俣野温子作『大きな鳥』三田ゆう子朗読ツイキャスプレミア配信音楽朗読ライブ アクトゥリスカフェ開催。
2023年10月、コムカフェ音倉にてアクトゥリスカフェ＜アンヌーボーパ＞開催。コロナ禍中を越え新たなスタートとしてピアニスト吉野ユウヤとのコラボレーションによる音楽朗読ライブ。杉本苑子作『紐の先』、『峠の道』。生と死をテーマとし、イメージカラーは白と黒。
2025年5月　渋谷美竹サロンにて音楽朗読ライブ・アクトゥリスカフェVOL4開催　　　　　　　　　　　　タイトル＜ブラン　エ　ノワール＞佐野洋子スペシャル　　　　　　　　　　　　　　　　　　　　　　　　　　　　　　　　　　　　　　　　　　　　　　　　　　　　　　　　　　　　　　　　　　　　　　　　　語り沢渡梢＜シンデレラ＞　　CV波木井菜穂　　　　　　　　　　　　　　　　　　　　　　　　　　　　　　　　　　語り波多野和俊＜眠り姫＞　　CV野田雨花　　　　　　　　　　　　　　　　　　　　　　　　　　　　　　　　　　　語り上村典子＜白雪姫＞　　　CV市川実季　　　　　　　　　　　　　　　　　　　　　　　　　　　　　　　　　　　　　＜百万回生きたねこ＞語り目黒光祐　　白いねこ　　　　　　　　　　　　　　　　　　　　　　　　　　　　　　ピアノアーティスト吉野ユウヤとのコラボレーションで　　　　　　　　　　　　　　　　　　　　　　　現代の＜光ブラン&ノワール闇＞をダイナミックに表現！

## 出演
太字はメインキャラクター。

### テレビアニメ
1982年
- 野性の叫び マヤの一生（次郎）
- 新みつばちマーヤの冒険（プック、ミツバチの女王）
- おちゃめ神物語コロコロポロン（虹の女神）
- Theかぼちゃワイン（富士子）

1983年
- 光速電神アルベガス（幸恵）
- サイボットロボッチ（リリーカルメン）
- ふしぎの国のアリス（セリア）

1984年
- 超時空騎団サザンクロス（マリー・アンジェル、ムゼル・ノヴァ）
- 牧場の少女カトリ（エミリア）
- ふしぎなコアラブリンキー（水上スキーの女、オリビア、カンガルー娘、友達、クルミ）

1986年
- 宇宙船サジタリウス
- ボスコアドベンチャー（スピーク）※「福純寛子」名義
- 六三四の剣（亮子）

### 劇場アニメ
- シュンマオ物語タオタオ（1981年、ウサギ）
- ウルトラマンキッズ M7.8星のゆかいな仲間（1984年、バル）

### OVA
- 戦え!!イクサー1 ACT-3 完結編（1987年、渚の母）※「福純寛子」名義

### 特撮
- アンドロメロス（1983年、アンドロフロル）